# Église Santa Maria della Concezione de Murano

L'église Santa Maria della Concezione (église Sainte Marie de la Conception) était une église catholique de Venise, en Italie.

## Localisation
L'église Santa Maria della Concezione était située sur l'île de Murano, dans son îlot central.

## Historique
La maison de Dimesse fut fondée par Angela Paladini de la communauté de Vicence en 1594, après qu'elle fonda celle de Vicence en 1583, qui était la première de ces congrégations de femmes pieuses, qui vécurent en vie semi-cloîtrée et avaient la responsabilité de l'éducation des filles. 
Près de la maison il y avait une petite chapelle dédiée à l'Immaculée Conception, consacrée par l'évêque de Torcello, Antonio Grimani en 1600.
Le collège fut dissous le 16 mai 1811. 
Il ne reste presque pas de traces de la maison et de l'oratoire.